# Ревуженко, Александр Филиппович
Александр Филиппович Ревуженко — российский учёный в области механики твёрдого тела, доктор физико-математических наук, профессор, профессор, заслуженный деятель науки РФ (2011).

## Биография
Родился 29 сентября 1949 года в селе Берегово Закарпатской области.
Окончил механико-математический факультет Воронежского госуниверситета по специальности «Прикладная математика» (1971, некоторое время работал там же инженером Вычислительного центра).
С 1972 года работает в Институте горного дела (ИГД) СО АН СССР: аспирант (1972—1975), младший научный сотрудник (1975—1978), старший научный сотрудник (с 1978), зав. лабораторией (с 1979).
С 1981 года по совместительству работает в Новосибирском университете: старший преподаватель, и. о. доцента (1982), доцент (1984), профессор (с 1986) кафедры механики твердого тела. Читает курс «Теория упругости», спецкурс «Математические модели упруго-плупруго-пластических сред».
Кандидат физико-математических наук, тема диссертации «Некоторые вопросы механики деформирования сыпучих сред» (1975);
Доктор физико-математических наук, тема диссертации «Математические модели и задачи упруго-пластического деформирования сыпучих сред» (1984).
Учёные звания:
- старший научный сотрудник по специальности «Механика деформируемого твердого тела» (1981);
- профессор по кафедре механики деформируемого твердого тела (1990).

Разработал новые модели деформирования пластичных и сыпучих материалов. Обнаружил новые эффекты возникновения пространственно-временных структур при однородном сдвиге сыпучих материалов и их течении в сходящихся каналах.

## Награды и премии
Заслуженный деятель науки РФ (2011). Награждён медалью ордена «За заслуги перед Отечеством» II степени (2005).

## Публикации
Автор около 200 научных работ, среди них:
- Механика упруго-пластических сред и нестандартный анализ. Новосибирск, 2000. 426 с.
- Механика сыпучей среды. Новосибирск, 2003. 373 с.
- Концепция неархимедова многомасштабного пространства и модели пластических сред со структурой // Физ. мезомеханика. 2008. Т. 11, № 3. С. 45-60. (в соавт.)
- Математический анализ функций неархимедовой переменной. Новосибирск, 2012. 327 с.
- Приливные волны и направленный перенос масс Земли. Новосибирск, 2013. 204 с.